# Massimo Corizza
Massimo Còrizza (Roma, 29 settembre 1957) è un doppiatore, direttore del doppiaggio e dialoghista italiano.
Attivo dagli anni settanta sia per il cinema sia per la televisione, oggi svolge anche l'attività di direzione del doppiaggio e dialoghista.

## Doppiaggio

### Film
- Larry B. Scott in La rivincita dei nerds, La rivincita dei nerds II
- Christopher Logan in Connie e Carla
- William McNamara in Violenza alla deriva
- Michael Bowman in Io, me & Irene
- Crispin Glover in A distanza ravvicinata
- Anthony Rapp in Tutto quella notte
- Damon Herriman in Paradiso + Inferno
- Phillip Rhee in I migliori
- Gary Sandy in L'ultma corsa
- Tung Thanh Tan in Good Morning, Vietnam
- Ed Hood in My hustler
- Carlos Cobos in Bersaglio del crimine
- Jean François Derec in Innocenza e malizia
- Christopher Beauney in Il tempo delle mele 2
- Tom Gres in La notte bianca
- Giorgio Maiocchi in The Iron Ladies

### Film d'animazione
- Tahieb in Alì Babà e i pirati
- Crack in L'uccello di fuoco 2772
- Linus van Pelt in Buon viaggio, Charlie Brown (1ª edizione)
- Gimsa, re Taka e Tarama in Andromeda galassia perduta
- Krys in Iridella e il ladro di stelle
- Takashi in Akira
- Poliziotto in Una tomba per le lucciole (1ª edizione)
- Birba in I Puffi
- Dodongadon nei film di Dr. Slump
- Sancho in Pedro: Galletto coraggioso
- Abele / Cyborg 0017 in Cyborg 009 vs Devilman
- L'uomo mascherato in New Gods: Nezha Reborn
- Panda in Siamo solo orsi - Il film[1]
- Karin e Son Goku da bambino in Dragon Ball Super - Super Hero

### Serie televisive
- Matthew Laborteaux e Patrick Labyorteaux in La casa nella prateria
- Ben Shires in Officially Amazing - Troppo incredibile
- George Slebi in Io sono Franky
- Daniel Campomenosi in Heidi Bienvenida
- Sebastião Lemos in Giungla di cemento

### Programmi TV
- RuPaul in RuPaul's Drag Race
- Toony sul canale YouTube Toony Tube

### Serie animate
- Iacchi Du-Du in Yakky Doodle
- Lepka e Jimsey in Conan il ragazzo del futuro
- Garoffi in Cuore
- Goku e Yamcha in Dragon Ball (edizione Play World Film)[2]
- Akira e personaggi vari in Devilman[2]
- Nobita Nobi (Guglia) (1ª voce) in Doraemon (edizione CRC)[2]
- Tanpei in La macchina del tempo
- Shinnosuke Nohara (1ª voce) in Shin Chan[2]
- Prof. Utonium da bambino in Le Superchicche
- Carletto in Carletto il principe dei mostri[2]
- Mats, Martora e Ruben in Nils Holgersson[3]
- Kanta in Il fichissimo del baseball
- Robottino in Robottino[2]
- Daigo in Gordian
- Dotakon in Dotakon
- Korosuke in Kiteretsu daihyakka
- Numero Due in Slash
- Kenichi Ohyama in L'invincibile robot Trider G7
- Donnie Turnball in Robotboy
- Panda in We Bare Bears - Siamo solo orsi
- Teddy in Jenny la tennista (1ª versione italiana)
- Kabù in Sally la maga
- Sanyo Aoba in Sun College (episodi 1-39)
- Paperino in I Simpson in Plusaversary[4]
- Pop in Candy Boom!
- Love Helm in The Seven Deadly Sins - Nanatsu no taizai
- Duck in Robotrain
- Ataru Moroboshi in Lamù (episodi 87-129)
- Oswaldo in Oswaldo
- Bruce ne I Griffin (st. 19+)
- Vise in Getter Robot Arc

### Videogiochi
- Durga, Edgar Oinkie e barone Blecker in Anarchy Reigns
- MOSCHE, Yzma trasformata in gatto in Le follie dell'imperatore[5]